# Diamond Dixon
Diamond Britanny Dixon (El Paso (Texas), 29 juni 1992) is een Amerikaanse atlete, die is gespecialiseerd in de sprintnummers. Ze werd in 2010 wereldkampioene bij de junioren op de 4 x 400 m estafette en vertegenwoordigde haar vaderland op dit onderdeel eenmaal op de Olympische Spelen, waar zij een gouden medaille aan overhield.

## Carrière
Op de US Olympic Trials 2012 in Eugene eindigde Dixon als vierde op de 400 m. Hierdoor kwalificeerde ze zich voor de Olympische Spelen van 2012 in Londen op de 4 x 400 m. Daar liep ze samen met Keshia Baker, Francena McCorory en DeeDee Trotter in de series; in de finale veroverden McCorory en Trotter samen met Allyson Felix en Sanya Richards-Ross de gouden medaille. Voor haar aandeel in de series werd Dixon beloond met eveneens de gouden medaille.

## Titels
- NCAA-indoorkampioene 400 m - 2012
- Wereldkampioene U20 4 x 400 m - 2010

## Persoonlijke records
Outdoor
| Afstand | Tijd  | Datum        | Plaats |
| ------- | ----- | ------------ | ------ |
| 200 m   | 23,38 | 5 mei 2013   | Waco   |
| 400 m   | 50,88 | 24 juni 2012 | Eugene |

Indoor
| Afstand | Tijd    | Datum            | Plaats       |
| ------- | ------- | ---------------- | ------------ |
| 200 m   | 23,61   | 15 februari 2014 | Fayetteville |
| 400 m   | 51,78   | 10 maart 2012    | Nampa        |
| 500 m   | 1.10,06 | 7 februari 2014  | New York     |

## Palmares

### 400 m
- 2011:  NCAA-indoorkamp. - 53,32 s
- 2011:  NCAA-kamp. - 51,88 s
- 2012:  NCAA-indoorkamp. - 51,78 s
- 2012:  NCAA-kamp. - 51,59 s
- 2013:  NCAA-indoorkamp. - 52,38 s

### 4 x 400 m
- 2010:  WJK - 3.31,20
- 2012:  OS - 3.16,87[1]